# Eriszum II
Eriszum II, Eriszu II – władca miasta-państwa Aszur, syn i następca Naram-Sina; w  Asyryjskiej liście królów wymieniony jako 38. władca Asyrii. Dokładna długość jego panowania nie jest znana, ale wiadomo, iż wynosić ona musiała od 7 do 27 lat. Eriszum II rządził do 1809 r. p.n.e., kiedy to - jak podaje Asyryjska lista królów - odsunięty został od władzy przez Szamszi-Adada I.

## Imię
Akadyjskie imię tego władcy, brzmiące Ērišu(m), uważane jest za nominalizację formy czasownikowej ēriš, znaczącej „on zapragnął” (ang. „he has desired”), bądź też tłumaczone jest jako „upragniony” (ang. „desired”). W transliteracji z pisma klinowego zapisywane ono było w formie me-ri-šu: [me]-ri-šu w kopii B (Khorsabad List) Asyryjskiej listy królów, me-ri-šu w kopii C (SDAS List) Asyryjskiej listy królów (przy opisie podboju Szamszi-Adada I) i [me-r]i-šu we fragmencie wersji alternatywnej tej listy (tekst KAV 14).

## Dynastia
Eriszum II jest dziewiątym i ostatnim znanym władcą Aszur należącym do tzw. „dynastii Puzur-Aszura I”. Jego przynależność do tej dynastii potwierdza Asyryjska lista królów, gdzie przedstawiany jest on jako „Eriszum, syn Naram-Sina”. Kres rządom Eriszuma II i jego dynastii położył Szamszi-Adad I, który – zgodnie z przekazem Asyryjskiej listy królów – odsunął Eriszuma II od władzy i samemu zasiadł na tronie miasta-państwa Aszur.
| władcy z dynastii Puzur-Aszura I | pokrewieństwo       | lata panowania według Veenhofa | lata panowania według Barjamovica, Hertela i Larsena | uwagi                                                     |
| -------------------------------- | ------------------- | ------------------------------ | ---------------------------------------------------- | --------------------------------------------------------- |
| Puzur-Aszur I                    | –                   | początek XX w. p.n.e.          | początek XX w. p.n.e.                                | najprawdopodobniej założyciel dynastii                    |
| Szalim-ahum                      | syn Puzur-Aszura I  | początek XX w. p.n.e.          | początek XX w. p.n.e.                                | we własnej inskrypcji nazywa siebie „synem Puzur-Aszura”  |
| Ilu-szuma                        | syn Szalim-ahuma    | ?-1974 p.n.e.                  | ?-1971 p.n.e.                                        | we własnej inskrypcji nazywa siebie „synem Szalim-ahuma”  |
| Eriszum I                        | syn Ilu-szumy       | 1974-1935 p.n.e.               | 1972-1933 p.n.e.                                     | we własnych inskrypcjach nazywa siebie „synem Ilu-szumy”  |
| Ikunum                           | syn Eriszuma I      | 1934-1921 p.n.e.               | 1932-1918 p.n.e.                                     | we własnej inskrypcji nazywa siebie „synem Eriszuma”      |
| Sargon I                         | syn Ikunuma         | 1920-1881 p.n.e.               | 1917-1878 p.n.e.                                     | we własnej inskrypcji nazywa siebie „synem Ikunuma”       |
| Puzur-Aszur II                   | syn Sargona I       | 1880-1873 p.n.e.               | 1877-1870 p.n.e.                                     | nazywany „synem Sargona” w Asyryjskiej liście królów      |
| Naram-Sin                        | syn Puzur-Aszura II | 1872-1829/1819 p.n.e.          | 1869-? p.n.e.                                        | nazywany „synem Puzur-Aszura” w Asyryjskiej liście królów |
| Eriszum II                       | syn Naram-Sina      | 1828/1818-1809 p.n.e.          | ?-1809 p.n.e.                                        | nazywany „synem Naram-Sina” w Asyryjskiej liście królów   |

## Długość i lata panowania
Długość panowania Eriszuma II podana była pierwotnie w Asyryjskiej liście królów, ale zachowane jej kopie A i B są niestety uszkodzone w tym właśnie miejscu. Ustalenie przybliżonej długości panowania tego władcy stało się możliwe dzięki odnalezieniu w Kültepe (starożytne Kanesz) listy asyryjskich eponimów (tzw. lista eponimów z Kültepe, ang. Kültepe Eponym List, w skrócie KEL), co pozwoliło w dużej mierze zrekonstruować chronologię okresu staroasyryjskiego. W oparciu o informacje pochodzące z listy eponimów z Kültepe (KEL) oraz kroniki eponimów z Mari (ang. Mari Eponym List, w skrócie MEL), w korelacji z informacjami pochodzącymi z Asyryjskiej listy królów Veenhof wyliczył, iż Naram-Sin i jego syn Eriszum II panować musieli łącznie przez 64 lata, od 1872 do 1809 r. p.n.e. Jego zdaniem Naram-Sin panował najprawdopodobniej przez 44 (1872-1829 p.n.e.) lub 54 lata (1872-1819 p.n.e.), podczas gdy jego następca Eriszum II odpowiednio przez 20 (1828-1809 p.n.e.) lub 10 lat (1818-1809 p.n.e.). Z kolei Barjamovic, Hertel i Larsen, w swej poprawionej liście eponimów (ang. Revised Eponym List, w skrócie REL), zaproponowali 61-letni okres panowania Naram-Sina i Eriszuma II, trwający od 1869 do 1809 r. p.n.e. W okresie tym urząd swój sprawować miało 61 urzędników limmu (eponimów): pierwszych 34 przyporządkowanych zostało Naram-Sinowi, natomiast ostatnich 7 Eriszumowi II. Co do pozostałych 20 istnieją wątpliwości: mogli oni sprawować swój urząd bądź za panowania Naram-Sina, bądź za panowania Eriszuma II. Tym samym długość panowania Naram-Sina wynosić musiała od 34 do 54 lat (34 + od 0 do 20 lat), natomiast Eriszuma II odpowiednio od 7 do 27 lat (7 + od 0 do 20 lat).

## Panowanie
Eriszum II pozostaje bardzo słabo poznanym władcą, gdyż jak dotychczas nie odnaleziono żadnych jego inskrypcji. Większość informacji o nim pochodzi z Asyryjskiej listy królów, która przedstawia go jako 38 władcę asyryjskiego, syna i następcę Naram-Sina. Wspomniany jest on również w ustępie opisującym dojście Szamszi-Adada I do władzy w Aszur:
„[Szam]szi-Adad, syn Ila-kabkabi, udał się [do Babilo]nii (Karduniasz) [za] rządów Naram-Sina. Za eponimatu Ibni-Adada [Szamszi]-Adad [wyruszył] z Babilonii (Karduniasz). Zajął miasto Ekallatum. Przez 3 lata pozostawał w Ekallatum. Za eponimatu Atamar-Isztara Szamszi-Adad wyruszył z Ekallatum (do Aszur). Usunął z tronu Eriszuma, syna Naram-Sina. (Sam) zasiadł na tronie i panował przez 33 lata”.
Imię Eriszuma II wymienia też tekst KAV 14, będący fragmentem wersji alternatywnej Asyryjskiej listy królów. W nim imię tego władcy zapisane jest po imieniu Naram-Sina i przed imieniem Szamszi-Adada I.